# Дейв Харолд
Дейвид (Дейв) Харолд (на английски: David 'Dave' Harold) е английски професионален играч на снукър и билярд, роден на 9 декември 1966 година в Стоук-он-Трент, Стафордшър, Англия.
Той е известен с прякорите „Твърдият“ и „Стоук Потър“ (името на родния му град в миналото е известен с грънчарство, индустрията по изработка на топки за снукър). Като аматьор играе под името Дейвид Харолд, но ставайки професионалист през 1991 г., вече е известен като Дейв Харолд. Има 3 деца.
Дейв е отличен състезател, който достига до 2 полуфинала и няколко четвъртфинала на ранкинг турнири. 4 поредни сезона е сред топ 16. Харолд е прочут тактик сред колегите си играчи по снукър. Сравняван е с великия Cliff Thorburn.

## Кариера
Скоро след включването си в професионалния снукър Дейв Харолд изненадващо печели Asian Open 1993, след като побеждава Дарън Морган на финала с 9 - 3 фрейма във финалния мач. Тогава е 93-ти в света, като така се превръща в играч с най-ниска позиция в световна ранглиста по снукър, печелил турнир. Той не успява никога да повтори това постижение, въпреки че достига до второ място през 1994 г., губейки на финала с 6 - 9 фрейма от Джон Хигинс.
След 1994 Харолд не е достигал допредно класиране в турнир от ранкинг системата до 2008 г., въпреки че достига до шест други полуфинали в неранкинг турнири, и е в топ 16 в продължение на четири сезона между 1995/96 и 2001/02. През сезон 1996/97 Дейв Харолд достига най-доброро си класиране в кариерата – 11-о място в световната ранкинг листа. През 1996 г. в полуфинален мач на Открито първенство по снукър на Уелс той губи от Марк Уилямс с 1 – 6 фрейма.
През 1996 г., достига четвъртфинал на световното първенство по снукър, който губи със 7 - 13 фрейма от Найджъл Бонд. Две седмици по-рано той също губи с 5 – 6 фрейма отново от Бонд през 1996 г. на Британското първенство.
През 1998 г. на Гран При Дейв Харолд отстранява последователно Стивън Хендри и Джон Хигинс по пътя си към полуфиналите, но там губи от бъдещия шампион Стивън Лий. През същата 1998 г. достига до първия си полуфинал в Британско първенство, където е победен с 9 - 7 фрейма от Матю Стивънс.
През 1999 г. отново на Гран При играе полуфинал с Марк Уилямс. Повежда в резултата с 5 - 3 фрейма, но в крайна сметка губи с 5 - 6. Това е последното по-предно класиране на Дейв Харолд до 2008 г., макар че той достига до полуфинала в Мастърс 2001, където разбива Стивън Лий, Рони О'Съливан и Джон Парът, но пада психологически и губи полуфинала с 5 - 6 фрейма от Фъргъл О'Брайън, след като повежда с 5 - 1 фрейма. В този турнир Дейв побеждава за пръв път от 10 мача Рони О'Съливан.
След слабия сезон (2001/2002) Дейв Харолд пада до 29-о място в ранкинг листата. След счупване на китката през 2003 г. англичанинът се смъква до 32-ра позиция, въпреки че сезон 2005/06 е сравнително добър за него. Играта му през следващия сезон спомага Харолд да се върне обратно до 30-а позиция в световната ранглиста за 2007/08. За Харолд 2007/08 е най-успешният сезон след 2002 г., като достига четвъртфинал на Шанхай мастърс, където губи от бъдещия победител Доминик Дейл с 1 - 5 фрейма. Харолд не се класира за следващата фаза на Гран При, защото завършва пети в своята група от шест играчи, но през 2007 г. в Британското първенство Харолд елиминира световния номер две тогава Греъм Дот с 9 - 7 фрейма в първия кръг и достига до 1/16-финалите за първи път от 1999 г., но губи с 2 - 9 във втория кръг от Марк Селби. Достига и до крайния етап на световното първенство с победа 10 - 4 над Майк Дън, но губи с 10 - 3 фрейма в първия кръг на първенството от Шон Мърфи.
Харолд поставя рекорд по продължителност на един фрейм от 93 минути и 12 секунди в битка срещу Шон Мърфи в мач, който в крайна сметка губи с 5 – 3 фрейма.
Дейв Харолд се задържа в топ 32 на световна ранглиста по снукър и през 2008 г., благодарение на играния финал на първенството на Северна Ирландия, където Рони О'Съливан го побеждава във финалния мач с 9 – 3 фрейма.

## Сезон 2009/10
| Турнир                    | Резутат | Спечелени пари | Ранкинг точки | Най-голям брейк | 100+ брейк | 50+ брейк | Брой спечелени срещи |
| ------------------------- | ------- | -------------- | ------------- | --------------- | ---------- | --------- | -------------------- |
| Шанхай мастърс 2009       |         | £              |               |                 |            |           |                      |
| Гран При 2009             |         | £              |               |                 |            |           |                      |
| Британско първенство 2009 |         | £              |               |                 |            |           |                      |
| Мастърс 2010              |         | £              |               |                 |            |           |                      |
| Първенство на Уелс 2010   |         | £              |               |                 |            |           |                      |
| Първенство на Китай 2010  |         | £              |               |                 |            |           |                      |
| Световно първенство 2010  |         | £              |               |                 |            |           |                      |
| Общо                      |         | £              |               |                 |            |           |                      |